# Delphinium longipedunculatum
Delphinium longipedunculatum là một loài thực vật có hoa trong họ Mao lương. Loài này được Regel & Schmalh. mô tả khoa học đầu tiên năm 1877.